# Pentidotea aculeata
Pentidotea aculeata is een pissebed uit de familie Idoteidae. De wetenschappelijke naam van de soort is voor het eerst geldig gepubliceerd in 1913 door Stafford.